# 侯炳瑩
侯炳瑩（英語：April，1968年4月12日—），出生於台北，1980年代香港及1990年代台灣女藝人。出身於演藝世家。

## 经历
十四歲被母送入電影圈，以幼齡考進邵氏電影公司第五期訓練班，結業後亦拍過電影。
1996年赴台發展，拍攝《施公奇案》（華視）聲名大噪而爆紅台灣 。當時她因日以繼夜疲勞拍戲，導致脊椎舊疾復發，但為免影響拍戲進度，她仍敬業忍痛拍完。後來又因接演台視的《絕代雙驕》延緩原先的開刀計畫，直到她的戲份結束才有空與醫生排定時間。
侯炳瑩曾居留於馬來西亞HVD華人電視工作一年，作品有《薔薇之淚》等多部電視劇。
侯炳瑩在演藝事業如日中天之際，因子宮頸癌息影退出。之後轉行當作家，2009年出版小說 《火柴盒》。

## 個人生活
父親是金滔（本名侯柱國，已故）為台灣竹聯幫創始人之一，亦是台灣1970年代中國電視公司當家小生。母親是李嘉茜為台灣知名的烹飪美食家。

## 入讀學校
- 香港尖沙嘴街坊幼稚園
- 臺北市大安區仁愛國民小學
- 臺北市立仁愛國民中學
- 臺北市立金華女中
- 中國北京朝陽區三里屯二中

## 演出作品

### 電視劇
| 年份   | 頻道         | 劇名                           | 角色                 |
| 1984年 | 亞洲電視     | 武則天                         | 太平公主             |
| 1984年 | 亞洲電視     | 雲海玉弓緣                     | 鄒絳霞               |
| 1992年 | 華視         | 大紅燈籠高高掛                 | 喜兒                 |
| 1993年 | 華視         | 包青天─鍘美案                  | 公主                 |
| 1993年 | 華視         | 包青天─紅花記                  | 公主                 |
| 1994年 | 春暉台       | 台北愛情故事                   |                      |
| 1994年 | 華視         | 劉伯溫傳奇— 碟仙魅影           | 紫衣                 |
| 1994年 | 華視         | 劉伯溫傳奇— 賣菜巡按           | 朱鳳吟               |
| 1994年 | 華視         | 劉伯溫傳奇— 畬族風雲           | 鐘靈                 |
| 1995年 | 華視         | 劉伯溫傳奇—鴛鴦劫              | 菁娘                 |
| 1995年 | 華視         | 劉伯溫傳奇— 舐犢情深（上、下） | 玉蓮                 |
| 1995年 | 華視         | 國姓爺傳奇— 壁虎嘯天           | 德佳格格             |
| 1995年 | 華視         | 國姓爺傳奇— 靈符               | 吉娘                 |
| 1996年 | 華視         | 報告師父                       | 紅玉                 |
| 1996年 | 台視         | 新龍門客棧                     | 小靈兒               |
| 1997年 | 華視         | 施公奇案                       | 施小紅（施公的妹妹） |
| 1998年 | 華視         | 土地公傳奇─油麻菜籽            | 李合美               |
| 1998年 | 華視         | 土地公傳奇─為善最樂            | 云娘                 |
| 1998年 | 佛光衛視     | 帝王之旅                       | 鳳凰公主             |
| 1999年 | 台視         | 絕代雙驕                       | 慕容九               |
| 2000年 | 華視         | 吉祥如意旺旺來                 | 格格                 |
|        | 金鐘劇       | 王者 (電視劇)                  |                      |
|        | 金鐘劇       | 圍爐 (電視劇)                  |                      |
|        | 馬來西亞 HVD | 薔薇之淚                       | 楊盼盼女兒           |

### 電影
| 年份   | 片名                        | 角色   | 合作演員                                                           |
| 1983年 | 六指琴魔                    | 美发儿 | 惠英紅、錢小豪、郭追、白彪、蔣金、龍天翔                           |
| 1983年 | 楊過與小龍女                | 郭芙   | 張國榮、翁靜晶、陳觀泰、劉雪華、顧冠忠、谷峰、恬妮、黎燕珊、龍天翔 |
| 1985年 | 鬥氣小神仙 (朱仔包與棉花糖) | 丁安安 | 林珊珊、張衛健、陳俊國、韓馬莉、蘇杏璇、莊文清                     |
| 1986年 | 甜蜜十六歲 (十六歲正點)     | April  | 樓南光、曹查理、何家勁、劉千蒂、李麗蕊、吳美枝                     |
| 1988年 | 火舞風雲                    | 小妹   | 鍾楚紅、張敏、成奎安、焦姣、秦沛                                   |
| 1989年 | 說謊的女人                  |        | 劉嘉玲                                                             |
| 1994年 | 梁祝                        | 小灵子 | 吳奇隆、楊采妮、徐錦江、吳家麗、孫興、劉洵、劉瑞琪                 |

### 配音
| 片名       | 角色 | 頻道       |
| 美女與野獸 |      | 迪士尼卡通 |
| 貝兒的心願 | 貝兒 | 迪士尼卡通 |

## 廣告
| 名稱           |
| 乖乖           |
| 花王黎詩洗髮精 |
| 海因子潔面露   |

## 主持作品

### 電視節目
| 節目               | 頻道 | 備註             |
| 當我們同在一起     | 華視 | 與董至成合作主持 |
| 2000年高雄跨年晚會 | TVBS |                  |

### 廣播節目
| 節目       | 頻道       | 備註 |
| 霹靂十八點 | 中廣流行網 |      |

## 出版作品

### 有聲書（廣播劇）作品
| 書名                    |
| 王映霞傳                |
| 回首碧雪情              |
| 多情累美人（飾 王映霞） |
| 張學良傳（飾 宋美齡）   |

### 書籍
| 年份                 | 書名   | 出版社   | ISBN               |
| 出版日期：2009/02/14 | 火柴盒 | 布克文化 | ISBN 9789867010841 |

## 外部連結
- 侯炳瑩的新浪微博
- 侯炳瑩在互联网电影资料库（IMDb）上的資料（英文）
- 侯炳瑩在香港影庫上的簡介
- 侯炳瑩在豆瓣上的资料（简体中文）